# Ford Comète
La Ford Comète est lancée en octobre 1951 par Ford Société Anonyme Française (Ford SAF) installée à Poissy. 
Ce luxueux coupé dérivé de la Vedette reçoit une carrosserie spécifique, fabriquée chez Facel-Métallon, qui deviendra plus tard Facel-Vega, à Colombes à partir d'un dessin patenté des Stabilimenti Farina. La Comète se veut le renouveau du luxe automobile à la française, et complète la gamme Vedette qui concurrence la célèbre Citroën Traction 15-Six. Les coupés étaient absents du marché français au début des années 1950, excepté chez les grands constructeurs comme Talbot-Lago, mais qui étaient un cran au dessus niveau luxe.
Équipé du moteur V8 de 2 158 cm3 de la Vedette développant 66 ch, une puissance trop modeste vu le poids de la voiture, 1.180 à 1.400 kg. En 1952, la puissance du moteur est poussée à 74 ch SAE, ce qui permet au coupé d'atteindre 140 km/h. 
Pour les modèles 1953, la vitesse de pointe est de 145 km/h grâce à un moteur V8 de 2,3 litres développant 80 ch.
À partir de janvier 1954, la Comète est épaulée par une version Monte-Carlo (22 CV et 152 km/h), présentée au Salon de Bruxelles, qui bénéficie du moteur V8 Mistral américain de 3,9 litres développant 105 ch SAE d'origine Mercury déjà monté sur la Vedette Vendôme. Comme celle-ci, la Comète Monte-Carlo reçoit une calandre spéciale. Une boîte de vitesses Pont-à-Mousson à quatre rapports est proposée en option.   
Après la reprise de Ford SAF par Simca à la fin de l'année 1954 et l'arrêt de la Ford Vedette, les exemplaires restés en stock sont écoulés jusqu'à épuisement durant l'année 1955 sous le nouveau patronyme de Simca Comète.
Tandis que chez Facel-Métallon - renommé simplement Facel S.A. en janvier 1953 - son patron, Jean Daninos, remplace sur les chaînes de production le coupé Comète par le coupé Vega au moteur De Soto Firedome (Chrysler) de bien plus grande puissance créant ainsi une ultime marque de grand tourisme française et toute une lignée de très puissants et très luxueux coupés sous la marque Facel Vega. 

## Plus de puissance pour 1953
En octobre 1952, pour le Salon de l'Auto de Paris, la Comète fait son apparition avec un moteur passant de 2 158 cm³ à 2 355 cm³. La puissance revendiquée a été augmentée, passant de 68  à 80 ch, indiquant qu'il y avait plus à la mise à niveau du moteur qu'une simple augmentation de l'alésage du cylindre, passant de 66,0 mm à 67,9 mm. La course est restée inchangée à 81,3 mm. À ce stade, la plus évidente des améliorations apportées au moteur était l'augmentation du taux de compression, passant de 6,8:1 à 7,4:1, reflétant l'apparition de carburants à indice d'octane légèrement plus élevé. Le couple et la flexibilité du moteur ont également été améliorés et la vitesse de pointe revendiquée est passée de 130 à 145 km/h.

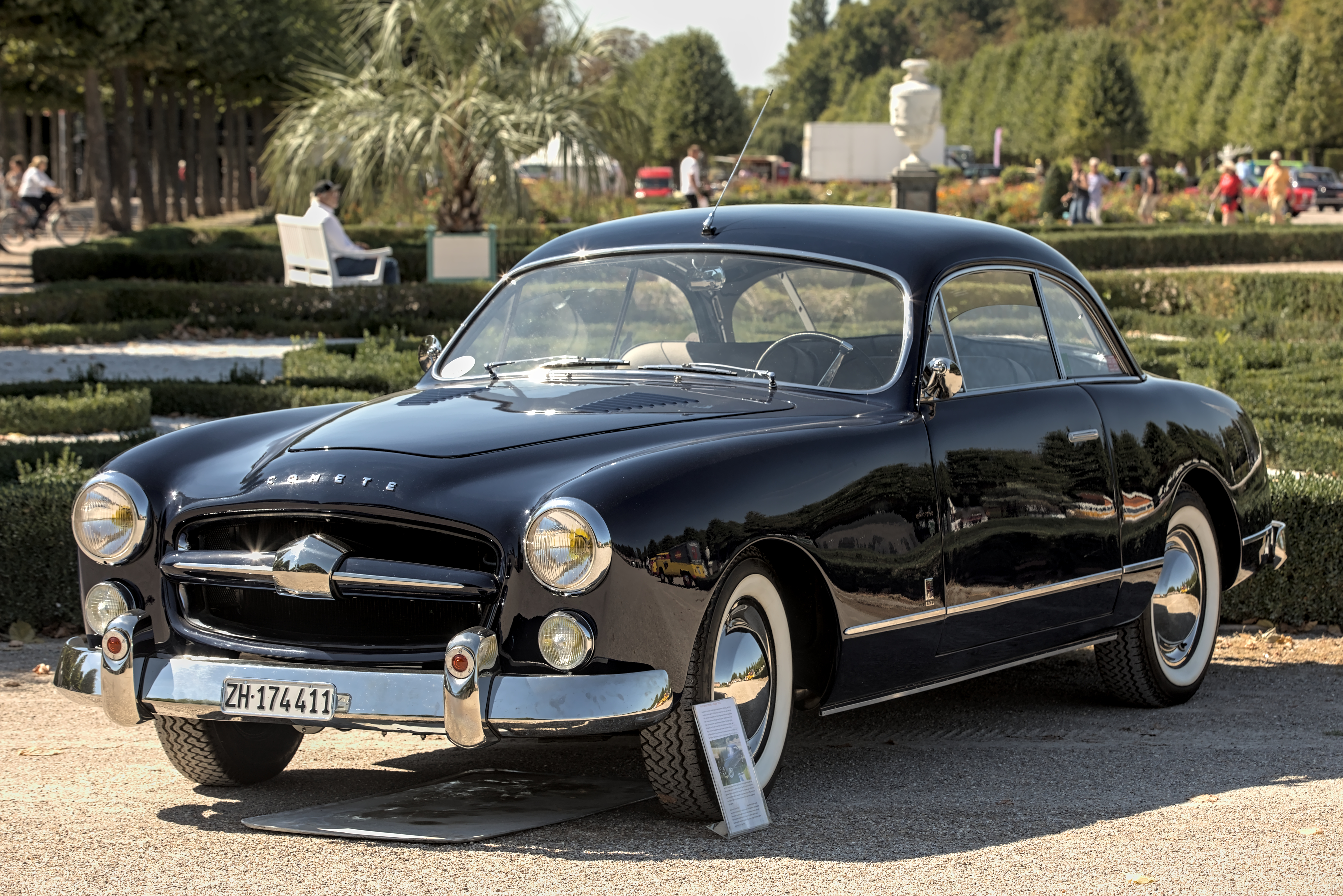
Ford Comète Facel Coupé (1953).
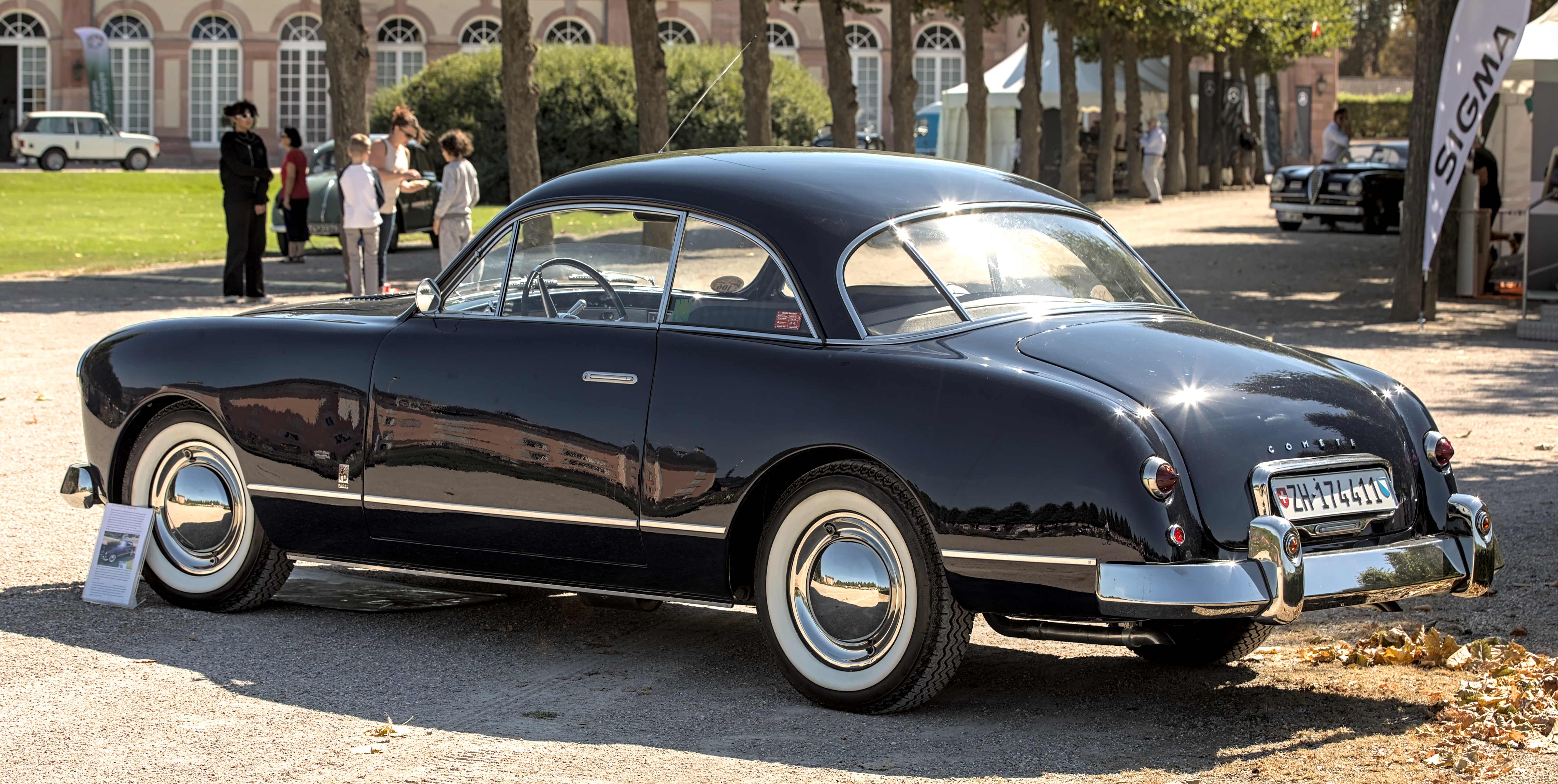
Ford Comète Facel Coupé (1953).

## Beaucoup plus de puissance disponible pour 1954
Disponible dès le début de 1954, le nouveau modèle «Monte-Carlo» fait son apparition avec un moteur V8 de 3 923 cm³, équipant normalement les camions Ford. Ce moteur, digne de son héritage de camion, délivrait 78 kW (105 ch) avec beaucoup de couple. Les performances ont été beaucoup améliorées, mais le nouveau moteur n'a pas séduit les acheteurs de la voiture ayant un "moteur de camion". La grande cylindrée du moteur signifiait que sa puissance nominale imposée par le gouvernement français était de 22 CV, ce qui donnait une taxe routière élevée dans un pays où la politique fiscale du gouvernement, surtout après 1948, était élevée pour les voitures avec des moteurs supérieurs à 2 litres. Ce nouveau modèle était équipé de roues à rayons, d'une fausse écope de capot et d'une calandre à œufs typique des Ford de l'époque composée de barres verticales et horizontales équidistantes. Les Français appelaient cette calandre "coupe-frites".

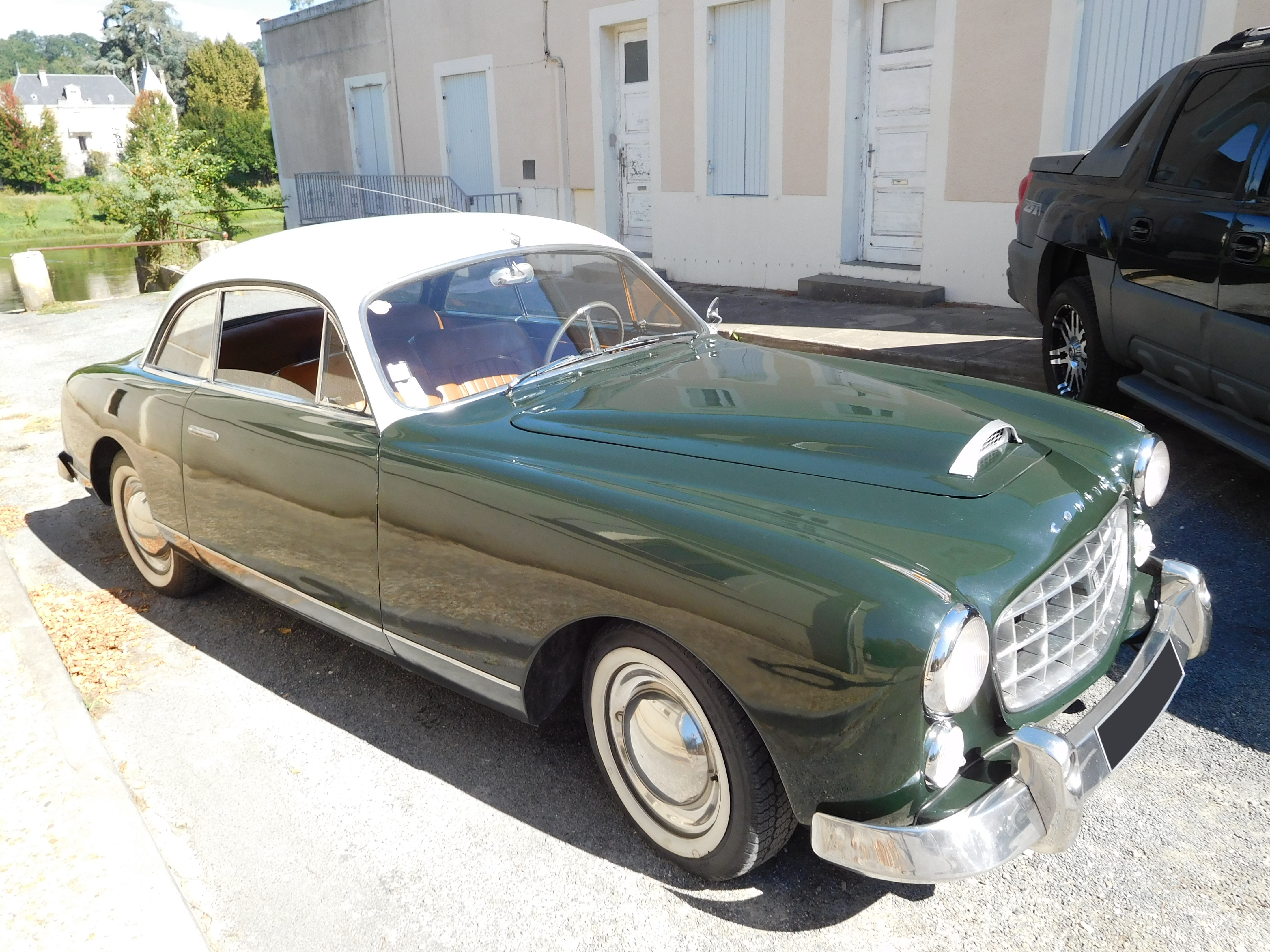
Ford Comète (1954).
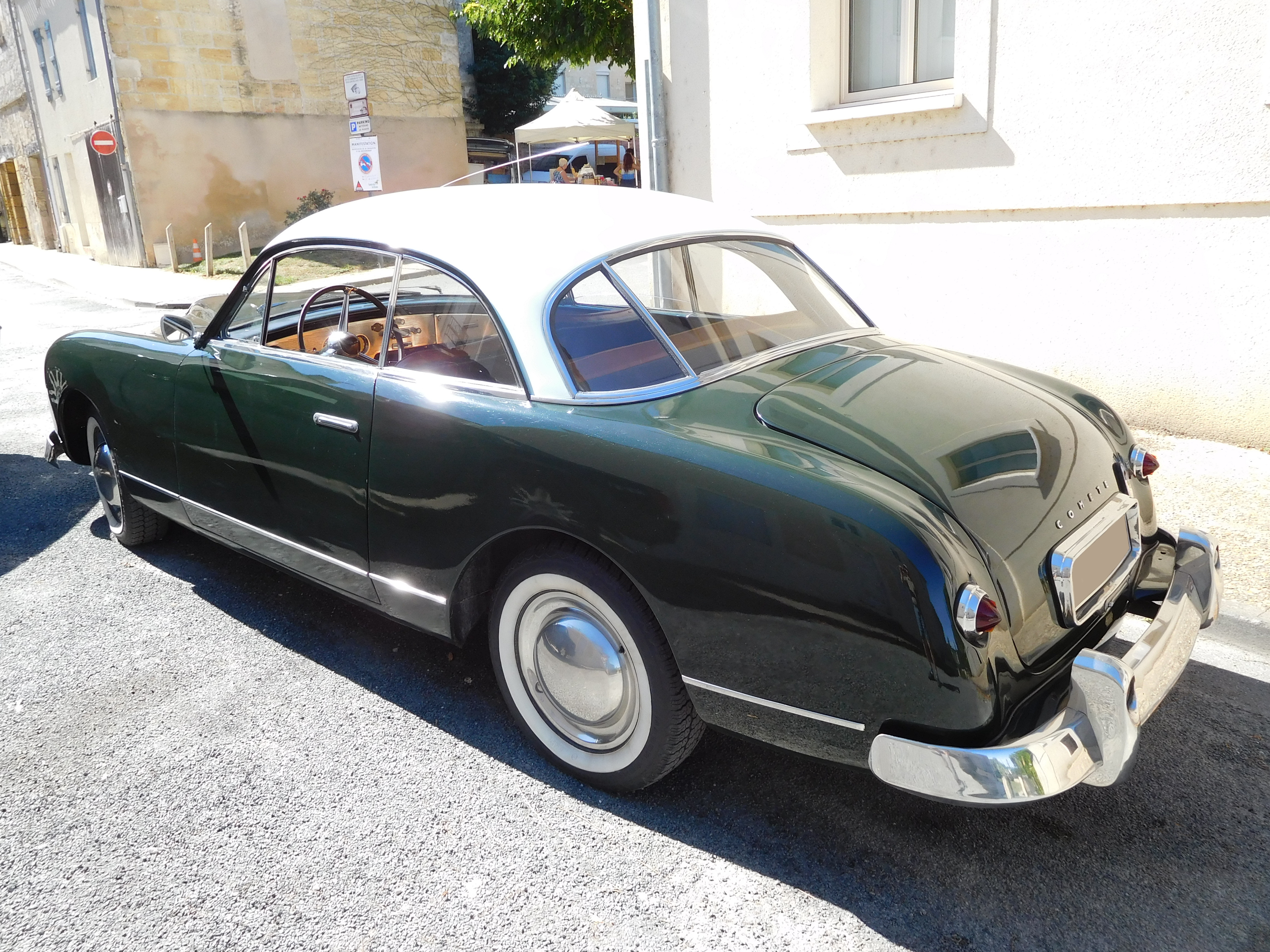
Ford Comète (1954).

## Commercialisation
La Comète combinait le style élégant d'une carrosserie Facel avec les bases mécaniques de la Ford Vedette combinées à un empattement raccourci. La banquette arrière était élégamment dessinée, notamment sur la version haut de gamme "Monte-Carlo" avec ses revêtements de siège en cuir bicolore, mais n'offrant néanmoins pas suffisamment d'espace pour les jambes des adultes, sauf pour les trajets les plus courts. L'économie commençait à croître vigoureusement au milieu des années 1950, mais la capacité du marché pour les voitures de cette taille restait faible et les ventes de Comète étaient en conséquence modestes. Surtout, elle était handicapée par un prix catalogue (en octobre 1953) supérieur de 65 % à celui de la Vedette mécaniquement similaire. Les clients intéressés par les versions "Monte-Carlo" à plus gros moteur de 3 923 cm³ étaient confrontés à un prix (une fois disponible début 1954) qui était 51% plus élevé que celui de la spacieuse Vendôme quatre portes.

## Changement de constructeur
En 1954, Ford France est vendue et la dernière année de production de la Comète se déroule sous l'ère Simca. La Simca Comète Monte-Carlo a continué d'être proposée jusqu'en juillet 1955.